# Agastache parvifolia
Agastache parvifolia är en kransblommig växtart som beskrevs av Alice Eastwood. Agastache parvifolia ingår i släktet anisisopar, och familjen kransblommiga växter. Inga underarter finns listade i Catalogue of Life.